# Silurichthys citatus
Silurichthys citatus är en fiskart som beskrevs av Ng och Kottelat, 1997. Silurichthys citatus ingår i släktet Silurichthys och familjen malfiskar. Inga underarter finns listade i Catalogue of Life.